# Thyrohyrax
Il tiroirace (gen. Thyrohyrax) è un mammifero erbivoro estinto appartenente agli iracoidi. Visse nell'Oligocene (circa 33 - 25 milioni di anni fa) e i suoi resti fossili sono stati ritrovati in Africa e in Medio Oriente.

## Descrizione
Questo animale era piuttosto simile a un'odierna procavia come morfologia e dimensioni; le specie più piccole potevano essere anche di taglia inferiore all'odierna Procavia capensis, mentre quelle più grandi la superavano di poco. Questo animale, tuttavia, era caratterizzato da una notevole specializzazione, in quanto vi è una finestra mandibolare interna (o camera) notevolmente gonfiata, in modo che all'interno di ciascuna branca orizzontale della mandibola vi è una cavità ovoidale. Ancor più stranamente, questa condizione era probabilmente presente in un solo sesso: è limitata a circa la metà degli esemplari, che non possono altrimenti essere distinti in caratteristiche dentali (salvo che per gli incisivi laterali, più grandi negli individui dotati di camera, come quelli degli iraci maschi successivi e attuali). La funzione di questa camera, assente in altri gruppi di mammiferi, è del tutto sconosciuta (De Blieux et al, 2006).
I premolari di Thyrohyrax erano relativamente molarizzati, mentre i molari possiedono la tipica struttura selenolofodonte con creste piatte a zig zag. Rispetto al grande Megalohyrax, altrimenti piuttosto simile, Thyrohyrax era dotato di corone dei molari alte e strette, premolari più molarizzati e dimensioni molto minori. Thyrohyrax mostra lo sviluppo di denti lofodonti molto simili a quelli dei primitivi cavalli eocenici (Rasmussen e Gutierrez, 2010). Thyrohyrax era inoltre dotato di un lungo rostro perforato da una fossa nasomascellare, simile a quella dei più recenti Afrohyrax e Prohyrax. La parte anteriore dell'orbita è posizionata sopra i molari, e l'apertura orbitale è chiusa posteriormente da una barra postorbitale completa. Rispetto ad altri iracoidi dell'Oligocene africano, Thyrohyrax mostra una morfologia cranica piuttosto derivata, simile a quella delle procavie attuali, in particolare al genere Dendrohyrax. 

## Classificazione
Il genere Thyrohyrax venne istituito nel 1973 da Meyer, che descrisse alcuni fossili di iracoidi provenienti dall'Oligocene inferiore della zona di El Fayum in Egitto. La specie tipo, Thyrohyrax domorictus, è uno degli iracoidi più abbondanti dell'intera regione. Nel 1988 venne attribuita a questo genere anche una specie precedentemente ascritta a Megalohyrax, T. pygmaeum. Altre specie sono poi state ritrovate in terreni dell'Oligocene superiore del Kenya: T. kenyaensis e la minuscola T. microdon, uno dei più piccoli iracoidi noti (Rasmussen e Gutierrez, 2009).  Una specie di Thyrohyrax (T. meyeri) è stata ritrovata anche nell'Oligocene inferiore dell'Oman (Pickford et al., 1994).
Thyrohyrax è un membro della famiglia Saghateriidae, caratterizzati dall'avere denti simili a quelli dei perissodattili (Rasmussen e Gutierrez 2010). A differenza di altre famiglie di iracoidi arcaici come i Geniohyidae, i saghatheriidi sono caratterizzati dal collegamento di cuspidi linguali e buccali dei molari mediante lofi incrociati lisci (in contrasto con la forma a V caratteristica dei Geniohyidae). 
Un'analisi filogenetica comprendente dati morfologici e molecolari di numerosi afroteri viventi ed estinti pone Thyrohyrax come il più vicino parente noto di Procaviidae e Pliohyracidae risalente al Paleogene. È quindi considerato un potenziale antenato della famiglia dei Procaviidae e affine anche al genere Prohyrax (Barrow et al., 2012).